# Aquatica hydrophila
Aquatica hydrophila is een keversoort uit de familie glimwormen (Lampyridae). De wetenschappelijke naam van de soort werd voor het eerst geldig gepubliceerd in 2003 door Jeng, P.-S. Yang en Lai als Luciola hydrophila.